# Jessica Bangkok
Jessica Bangkok (Oakland, California; 19 de diciembre de 1980) es una actriz pornográfica y modelo erótica estadounidense.

## Biografía
A pesar de su nombre artístico puede sugerir que es descendiente de tailandeses, ella afirma que su padre nació en las Filipinas y su madre es de Guam. Jessica se declara como "multisexual".

## Premios y nominaciones
| Premiación    | Año  | Resultado | Categoría                         | Trabajo                           |
| ------------- | ---- | --------- | --------------------------------- | --------------------------------- |
| AVN Award     | 2009 | Nominada  | Revelación del año                | —                                 |
| AVN Award     | 2011 | Nominada  | Mejor escena de sexo grupal       | Bonny & Clide                     |
| AVN Award     | 2011 | Nominada  | Mejor intérprete femenina del año | Mejor intérprete femenina del año |
| Urban X Award | 2010 | Nominada  | Mejor escena de sexo en pareja    | The Brothel Life                  |
| Urban X Award | 2010 | Nominada  | Mejor intérprete femenina del año | Mejor intérprete femenina del año |
| Urban X Award | 2011 | Nominada  | Mejor escena de lesbianismo       | Asian Eyes (con Taylor Vixen)     |